# 334-я бомбардировочная авиационная дивизия

334-я бомбардировочная авиационная Ленинградская Краснознаменная ордена Суворова дивизия (334-я бад) — соединение Военно-Воздушных сил (ВВС) Вооружённых Сил РККА бомбардировочной авиации, принимавшее участие в Великой Отечественной и Советско-японской войнах.

## История наименований дивизии
- 334-я отдельная бомбардировочная авиационная дивизия[1]
- 334-я бомбардировочная авиационная дивизия (15.11.1943 г.)[2];
- 334-я бомбардировочная авиационная Краснознамённая дивизия;
- 334-я бомбардировочная авиационная Ленинградская дивизия (11.06.1944 г.);
- 334-я бомбардировочная авиационная Ленинградская Краснознамённая дивизия (10.08.1944 г.);
- 334-я бомбардировочная авиационная Ленинградская Краснознамённая ордена Суворова дивизия (17.05.1945 г.);
- 116-я бомбардировочная авиационная Ленинградская Краснознамённая ордена Суворова дивизия (20.02.1949 г.);
- 116-я тяжёлая бомбардировочная авиационная Ленинградская Краснознамённая ордена Суворова дивизия (1953 г.)[2].

## История и боевой путь дивизии

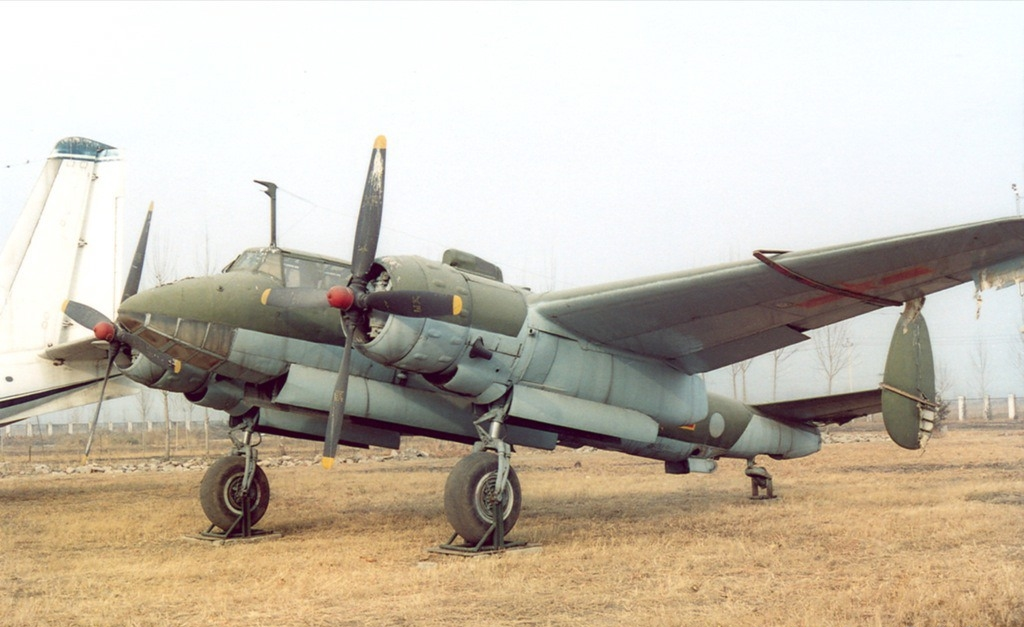
Самолет Ту-2 был на вооружении дивизии с начала её формирования до 1953 года. На нем дивизия бомбила Берлин и воевала с Японией.

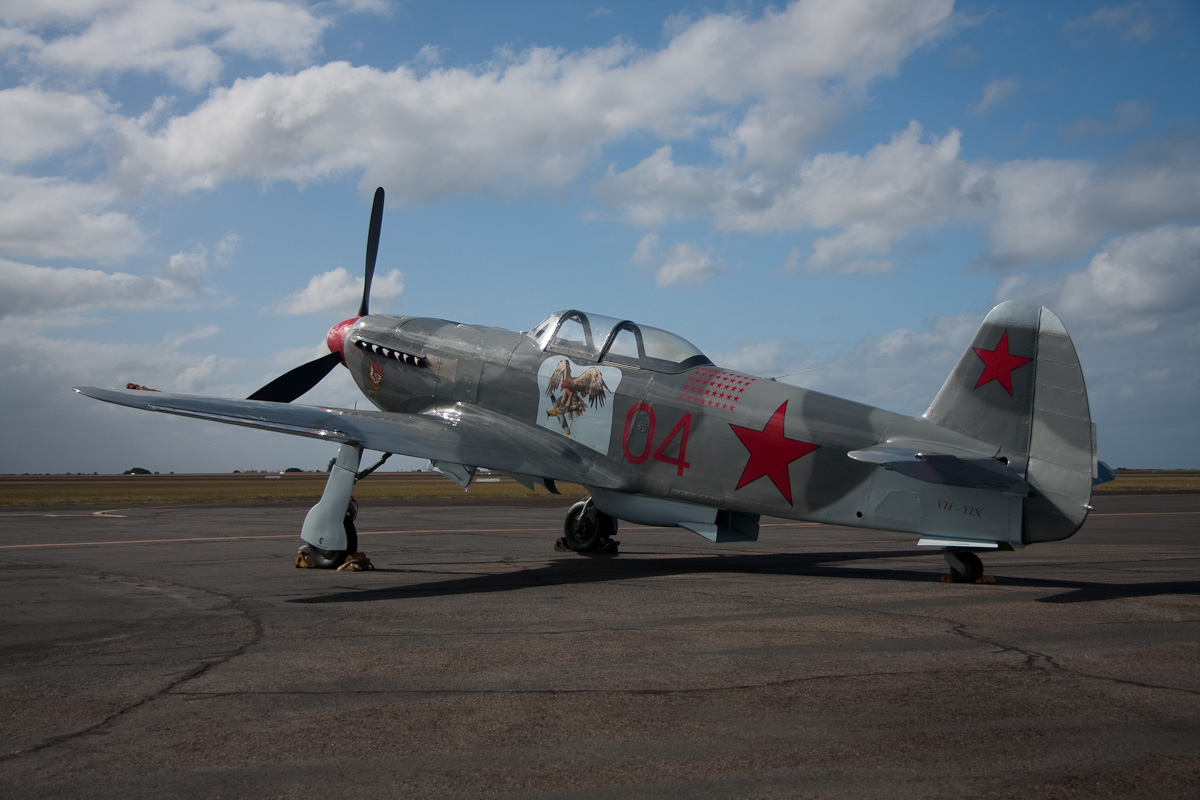
Самолет Як-9Ю был на вооружении полка прикрытия дивизии с декабря 1944 года. Этот самолёт позволял по своим характеристикам длительное время сопровождать Ту-2С.

Дивизия сформирована в ноябре 1943 года в Московском военном округе на основании Приказа НКО № 00134 от 24 октября 1943 года. Окончательно дивизия сформирована к июню 1944 года в составе:
- 12-й бомбардировочный авиационный полк (Ту-2С);
- 132-й бомбардировочный авиационный полк (Ту-2С);
- 454-й бомбардировочный авиационный полк (Ту-2С).

Все полки имели боевой опыт, на базе 132-го полка проходили войсковые испытания нового самолёта Ту-2 на Юго-Западном и Калининском фронтах. Опыт полка был обобщен. Всего полк выполнил 93 боевых вылета. В боях не было потеряно ни одного Ту-2.
С 6 июня 1944 года дивизия приступила к боевой работе на Ленинградском фронте в составе 13-й воздушной армии в Выборгско-Петрозаводской операции в боях на междуозерье на новоладожском направлении. За успешное выполнение заданий командования при освобождении города Выборга дивизии было присвоено почетное наименование «Ленинградская».
С конца июня 1944 года вошла в составе 1-й воздушной армии 3-го Белорусского фронта и приняла участие в Витебско-Оршанской и Минской операциях. В июле 1944 года дивизия в составе 3-й воздушной армии 1-го Прибалтийского фронта успешно действовала в Шяуляйской и Прибалтийской наступательных операциях, за что была награждена орденом Красного Знамени.
Согласно «Сведениям о боевой работе» дивизия в составе 3-й воздушной армии 1-го Прибалтийского фронта в период с 15 июля по 31 декабря 1944 года выполнила 1349 боевых вылетов с налетом 3256 часов, израсходовано 1553 тонн бомб. За этот период дивизия потеряла 50 самолётов Ту-2, из них от истребителей противника — 31, от огня зенитной артиллерии — 14, не вернулись с боевого задания — 1, не боевые потери — 4. С декабря 1944 года в состав дивизии в качестве полка прикрытия вошел 368-й истребительный авиационный полк на самолётах Як-9Ю.
С февраля 1945 года дивизия входила в состав 4-й воздушной армии 2-го Белорусского фронта и активно принимала участие в Восточно-Прусской наступательной операции. В ходе операции дивизия наносила удары по Кёнигсбергу.
На завершающем этапе войны дивизия действовала в составе 6-го бомбардировочного авиационного корпуса 1-й воздушной армии 3-го Белорусского фронта, затем с 10 апреля 1945 года по 10 июня 1945 года — в составе 16-й воздушной армии 1-го Белорусского фронта. В ходе Берлинской наступательной операции лётчики дивизии наносили бомбовые удары по опорным пунктам на подступах к Берлину и военным объектам в самом городе.
Боевой состав на 9 мая 1945 года:
- 12-й бомбардировочный авиационный полк (Ту-2С);
- 132-й бомбардировочный авиационный полк (Ту-2С);
- 454-й бомбардировочный авиационный полк (Ту-2С);
- 368-й истребительный авиационный полк (Як-9Ю).

Результаты боевой работы 368-го иап в составе дивизии: совершено боевых вылетов — 547; проведено воздушных боев — 23; сбито самолётов противника — 11.
В июле 1945 года дивизия по воздуху была переброшена в Монголию. В связи с подготовкой к войне с Японией 24 июня 1945 года 368-й истребительный авиационный полк начал перебазирование в 12-ю воздушную армию Забайкальского фронта. 5 июля 1945 года в Туле сдал старые Як-9Ю и получил новые 44 Як-9Ю.
В составе 334-й бомбардировочной авиационной дивизии 6-го бомбардировочного авиационного корпуса 12-й воздушной армии Забайкальского фронта принимал участие в Советско-японской войне на самолётах Як-9Ю.
В ходе Советско-японской войны дивизия в составе 6-го бомбардировочного авиакорпуса 12-й воздушной армии Забайкальского фронта, а с 28 августа — 9-й воздушной армии 1-го Дальневосточного фронта участвовала в Хингано-Мукденской операции (Маньчжурской стратегической наступательной операции) на самолётах Ту-2С. 368-й истребительный авиационный полк принимал участие в Советско-японской войне на самолётах Як-9Ю. Фактически полк в боевых действиях участвовал в конце войны, так как только 29 августа 1945 года в составе 20 самолётов Як-9Ю перелетел с аэродрома Домна (Читинская область) на аэродром Хайлар-Южный, когда все бои на территории Китая закончились.
Боевой состав дивизии в Советско-японской войне:
- 12-й бомбардировочный авиационный полк (Ту-2С);
- 132-й бомбардировочный авиационный полк (Ту-2С);
- 454-й бомбардировочный авиационный полк (Ту-2С);
- 368-й истребительный авиационный полк (Як-9Ю).

В составе действующей армии дивизия находилась с 9 июня 1944 года по 9 мая 1945 года и с 9 августа 1945 года по 3 сентября 1945 года.
После Советско-японской войны дивизия в составе корпуса в конце сентября 1945 года перебазировалась на остров Сахалин в поселок Смирных в состав 10-й воздушной армии 2-го Дальневосточного фронта, а 368-й истребительный авиаполк — на аэродром Хаттой. В мае 1946 года в состав дивизии вошел 327-й бомбардировочный авиационный полк, а 15 ноября 1946 года вышел из подчинения 334-й бомбардировочной авиационной дивизии и вошёл в непосредственное подчинение 6-го бомбардировочного авиационного корпуса.

26 апреля 1946 года дивизия в составе корпуса была возвращена в дальнюю авиацию и вошла в состав вновь сформированной 3-й воздушной армии дальней авиации. В феврале 1949 года в связи с массовым переименованием частей и соединений корпус получил новое цифровое наименование — 74-й авиационный Донбасский корпус дальнего действия, а дивизия стала именоваться 116-я бомбардировочная авиационная Ленинградская Краснознаменная ордена Суворова дивизия.
В 1951 году дивизия вместе с корпусом перебазирована в состав 50-й воздушной армии дальней авиации на аэродром Барановичи, с ноября 1951 года — на аэродромы Веретье и Тарту. В 1953 году дивизия начала получать новые самолёты Ту-16 и была переименована в тяжелую. В 1956 году корпус расформирован, дивизия передана в подчинение 50-й воздушной армии дальней авиации. В 1959 году дивизия расформирована.

## Командир дивизии

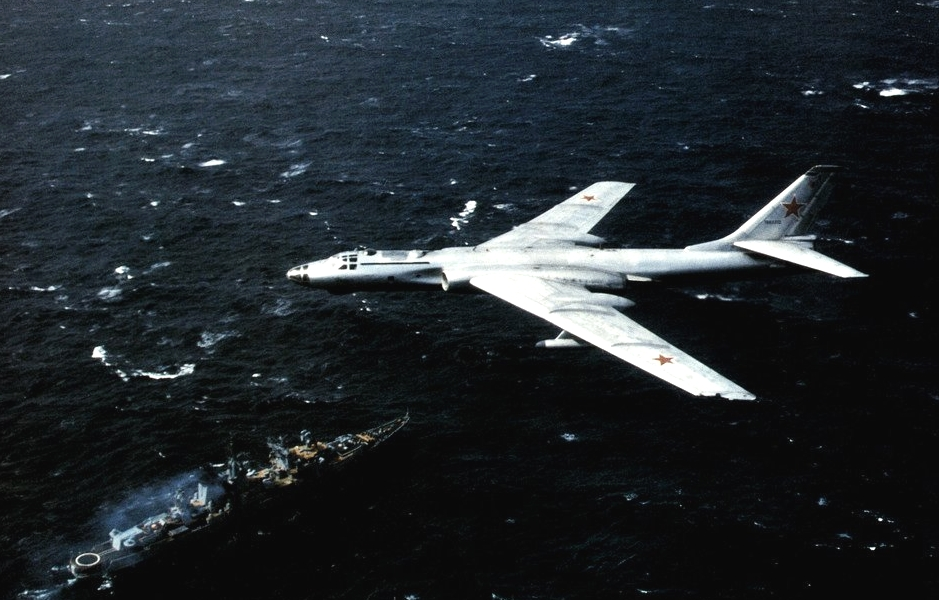
Самолеты Ту-16 дивизия получила в 1953 году и была переименована в тяжёлую дивизию. Дивизия выполняла стратегические задачи, неся боевое дежурство в нейтральных водах мирового океана.

- полковник Скок Иван Потапович[1] 15.11.1943 — 20.03.1945
- полковник Белый Фёдор Дмитриевич[1], 21.03.1945 — 12.1950

## Награды
- За образцовое выполнение заданий командования в боях с немецкими захватчиками, за овладение городом Иелгава (Митава) и проявленные при этом доблесть и мужество Указом Президиума Верховного Совета СССР от 10 августа 1944 года 334-я бомбардировочная авиационная Ленинградская дивизия награждена орденом Красного Знамени[4].
- За образцовое выполнение заданий командования в боях с немецкими захватчиками при овладении городом и крепостью Кёнигсберг и проявленные при этом доблесть и мужество Указом Президиума Верховного Совета СССР от 17 мая 1945 года 334-я бомбардировочная авиационная Ленинградская Краснознамённая дивизия награждена орденом Суворова II степени[9].
- 12-й бомбардировочный авиационный полк Указом Президиума Верховного Совета СССР от 22 октября 1944 года за образцовое выполнение заданий командования в боях с немецкими захватчиками при прорыве обороны противника юго-восточнее города Рига и проявленные при этом доблесть и мужество награждён орденом Кутузова III степени[10].
- 132-й бомбардировочный авиационный полк Указом Президиума Верховного Совета СССР от 22 октября 1944 года за образцовое выполнение заданий командования в боях с немецкими захватчиками при прорыве обороны противника юго-восточнее города Рига и проявленные при этом доблесть и мужество награждён орденом Кутузова III степени[10].
- 368-й истребительный авиационный полк за образцовое выполнение боевых заданий командования в боях с немецкими захватчиками при овладении городом Хайлигенбайль и проявленные при этом доблесть и мужество Указом Президиума Верховного Совета СССР от 26 апреля 1945 года награждён орденом Александра Невского.

## Почетные наименования
- 334-й бомбардировочной авиационной дивизии за отличия в боях при прорыве обороны противника на Карельском перешейке севернее города Ленинград и овладение городом и крупной железнодорожной станцией Териоки, важным опорным пунктом обороны противника Яппиля Приказом НКО от 22 июня 1944 года на основании Приказа ВГК № 112 от 11 июня 1944 года присвоено почетное наименование «Ленинградская»[3].
- 132-му бомбардировочному авиационному ордена ордена Кутузова полку за отличия в боях при разгроме берлинской группы немецких войск овладением столицы Германии городом Берлин — центром немецкого империализма и очагом немецкой агрессии 11 июня 1945 года приказом НКО № 0111 в соответствии с Приказом ВГК № 359 от 02.05.1945 г. присвоено почетное наименование «Берлинский»[11].
- 368-му истребительному авиационному ордена Александра Невского полку за отличия в боях при разгроме берлинской группы немецких войск овладением столицы Германии городом Берлин — центром немецкого империализма и очагом немецкой агрессии 11 июня 1945 года приказом НКО № 0111 в соответствии с Приказом ВГК № 359 от 02.05.1945 г. присвоено почетное наименование «Берлинский»[11].

## Благодарности Верховного Главнокомандующего
Дивизии объявлены благодарности Верховного Главнокомандующего:
- За отличия в боях при прорыве обороны противника на Карельском перешейке севернее города Ленинград и овладение городом и крупной железнодорожной станцией Териоки, важным опорным пунктом обороны противника Яппиля и занятии свыше 80 других населенных пунктов[3].
- За прорыв линии Маннергейма, преодоление сопротивления противника на внешнем и внутреннем обводах Выборгского укрепленного района и овладение штурмом городом и крепостью Выборг[12];
- За отличие в боях при овладении столицей Советской Белоруссии городом Минск — важнейшим стратегическим узлом обороны немцев на западном направлении[13];
- За отличие в боях при овладении городом Елгава (Митава) — основным узлом коммуникаций, связывающим Прибалтику с Восточной Пруссией[14]
- За прорыв глубоко эшелонированной обороны противника юго-восточнее города Рига, овладении важными опорными пунктами обороны немцев — Бауска, Иецава, Вецмуйжа и на реке Западная Двина — Яунелгава и Текава, а также занятии более 2000 других населенных пунктов[15];
- За отличие в боях при овладении городом Хайлигенбайль — последним опорным пунктом обороны немцев на побережье залива Фриш-Гаф, юго-западнее Кёнигсберга[16];
- За отличие в боях при разгроме и завершении ликвидации окруженной восточно-прусской группы немецких войск юго-западнее Кёнигсберга[17];
- За отличие в боях при овладении крепостью и главным городом Восточной Пруссии Кенигсберг — стратегически важным узлом обороны немцев на Балтийском море[18];
- За отличие в боях на Дальнем Востоке[19].

## Герои Советского Союза
- Шумейко Авксентий Андреевич, майор, заместитель командира 12-го дальнего бомбардировочного авиационного полка 334-й бомбардировочной авиационной дивизии 13-й воздушной армии за мужество и героизм, проявленные при нанесении бомбовых ударов по врагу Указом Президиума Верховного Совета СССР от 2 августа 1944 года удостоен звания Герой Советского Союза. Посмертно.
- Полевой Иван Степанович, майор, заместитель командира 132-го скоростного бомбардировочного авиационного полка 334-й бомбардировочной авиационной дивизии 3-й воздушной армии за образцовое выполнение заданий командования и проявленные при этом мужество и героизм Указом Президиума Верховного Совета СССР от 23 февраля 1945 года удостоен звания Герой Советского Союза. Посмертно.